# Bahnstrecke Celle–Wahnebergen
| Streckennummer (DB): | 1721                    |                                                         |                                                         |
| Kursbuchstrecke (DB): | ehem. 210a              |                                                         |                                                         |
| Kursbuchstrecke: | 187f (1934) 215c (1946) |                                                         |                                                         |
| Spurweite: | 1435 mm (Normalspur)    |                                                         |                                                         |
| |                         |                                                         |                                                         |
| \| \| \| von Cuxhaven \| \| \| \| \| von Soltau und von Wittingen \| \| \| \| 0,0 \| Celle \| Celle \| \| \| \| Celle Gbf \| \| \| \| \| nach Gifhorn Stadt \| \| \| \| \| nach Braunschweig-Gliesmarode \| \| \| \| \| nach Lehrte \| \| \| \| \| nach Hannover \| \| \| \| \| Fuhsekanal \| \| \| \| \| vom Heeresflugplatz Celle \| \| \| \| 4,3 \| Wietzenbruch \| Wietzenbruch \| \| \| 8,6 \| Hambühren \| Hambühren \| \| \| 12,6 \| Oldau \| Oldau \| \| \| \| zum Kaliwerk Einigkeit II (Prinz Adalbert) in Ovelgönne \| \| \| \| 15,5 \| Winsen (Aller) \| Winsen (Aller) \| \| \| 20,0 \| Wietze-Steinförde \| Wietze-Steinförde \| \| \| 25,3 \| Jeversen \| Jeversen \| \| \| 28,4 \| Marklendorf \| Marklendorf \| \| \| 31,0 \| Buchholz (Aller) \| Buchholz (Aller) \| \| \| \| von Hannover-Nordstadt \| \| \| \| 36,0 \| Schwarmstedt \| Schwarmstedt \| \| \| \| nach Bremervörde \| \| \| \| 38,7 \| Bothmer \| Bothmer \| \| \| \| Leine \| \| \| \| 41,6 \| Gilten \| Gilten \| \| \| 44,3 \| Büchten \| Büchten \| \| \| 47,6 \| Ahlden (Aller) \| Ahlden (Aller) \| \| \| 50,8 \| Eilte \| Eilte \| \| \| 53,2 \| Bosse \| Bosse \| \| \| 54,8 \| Hedern \| Hedern \| \| \| 56,3 \| Hedern West \| Hedern West \| \| \| 59,5 \| Rethem (Aller) \| Rethem (Aller) \| \| \| 63,4 \| Hülsen \| Hülsen \| \| \| 65,4 \| Hülsen Nord \| Hülsen Nord \| \| \| 68,8 \| Westen \| Westen \| \| \| 70,1 \| Hiddinghausen (Aller) \| Hiddinghausen (Aller) \| \| \| \| von Wunstorf \| \| \| \| 75,4 \| Wahnebergen (ehem. Bf) \| Wahnebergen (ehem. Bf) \| \| \| \| nach Bremen \| \| \| \| \| \| \| \| Quellen: [1] \| \| \| \| |                         |                                                         |                                                         |
| Strecke |                         | von Cuxhaven                                            | von Cuxhaven                                            |
| Abzweig geradeaus und von links |                         | von Soltau und von Wittingen                            | von Soltau und von Wittingen                            |
| Bahnhof | 0,0                     | Celle                                                   | Celle                                                   |
| Dienststation / Betriebs- oder Güterbahnhof |                         | Celle Gbf                                               | Celle Gbf                                               |
| Abzweig geradeaus und ehemals nach links |                         | nach Gifhorn Stadt                                      | nach Gifhorn Stadt                                      |
| Abzweig geradeaus und ehemals nach links |                         | nach Braunschweig-Gliesmarode                           | nach Braunschweig-Gliesmarode                           |
| Abzweig geradeaus und nach links |                         | nach Lehrte                                             | nach Lehrte                                             |
| Abzweig ehemals geradeaus und nach links |                         | nach Hannover                                           | nach Hannover                                           |
| Brücke über Wasserlauf (Strecke außer Betrieb) |                         | Fuhsekanal                                              | Fuhsekanal                                              |
| Abzweig geradeaus und von links (Strecke außer Betrieb) |                         | vom Heeresflugplatz Celle                               | vom Heeresflugplatz Celle                               |
| Haltepunkt / Haltestelle (Strecke außer Betrieb) | 4,3                     | Wietzenbruch                                            | Wietzenbruch                                            |
| Bahnhof (Strecke außer Betrieb) | 8,6                     | Hambühren                                               | Hambühren                                               |
| Bahnhof (Strecke außer Betrieb) | 12,6                    | Oldau                                                   | Oldau                                                   |
| Abzweig geradeaus und nach rechts (Strecke außer Betrieb) |                         | zum Kaliwerk Einigkeit II (Prinz Adalbert) in Ovelgönne | zum Kaliwerk Einigkeit II (Prinz Adalbert) in Ovelgönne |
| Bahnhof (Strecke außer Betrieb) | 15,5                    | Winsen (Aller)                                          | Winsen (Aller)                                          |
| Bahnhof (Strecke außer Betrieb) | 20,0                    | Wietze-Steinförde                                       | Wietze-Steinförde                                       |
| Bahnhof (Strecke außer Betrieb) | 25,3                    | Jeversen                                                | Jeversen                                                |
| Haltepunkt / Haltestelle (Strecke außer Betrieb) | 28,4                    | Marklendorf                                             | Marklendorf                                             |
| Bahnhof (Strecke außer Betrieb) | 31,0                    | Buchholz (Aller)                                        | Buchholz (Aller)                                        |
| Abzweig ehemals geradeaus und von links |                         | von Hannover-Nordstadt                                  | von Hannover-Nordstadt                                  |
| Bahnhof | 36,0                    | Schwarmstedt                                            | Schwarmstedt                                            |
| Abzweig ehemals geradeaus und nach rechts |                         | nach Bremervörde                                        | nach Bremervörde                                        |
| Haltepunkt / Haltestelle (Strecke außer Betrieb) | 38,7                    | Bothmer                                                 | Bothmer                                                 |
| Brücke über Wasserlauf (Strecke außer Betrieb) |                         | Leine                                                   | Leine                                                   |
| Bahnhof (Strecke außer Betrieb) | 41,6                    | Gilten                                                  | Gilten                                                  |
| Haltepunkt / Haltestelle (Strecke außer Betrieb) | 44,3                    | Büchten                                                 | Büchten                                                 |
| Bahnhof (Strecke außer Betrieb) | 47,6                    | Ahlden (Aller)                                          | Ahlden (Aller)                                          |
| Bahnhof (Strecke außer Betrieb) | 50,8                    | Eilte                                                   | Eilte                                                   |
| Haltepunkt / Haltestelle (Strecke außer Betrieb) | 53,2                    | Bosse                                                   | Bosse                                                   |
| Bahnhof (Strecke außer Betrieb) | 54,8                    | Hedern                                                  | Hedern                                                  |
| Haltepunkt / Haltestelle (Strecke außer Betrieb) | 56,3                    | Hedern West                                             | Hedern West                                             |
| Bahnhof (Strecke außer Betrieb) | 59,5                    | Rethem (Aller)                                          | Rethem (Aller)                                          |
| Bahnhof (Strecke außer Betrieb) | 63,4                    | Hülsen                                                  | Hülsen                                                  |
| Haltepunkt / Haltestelle (Strecke außer Betrieb) | 65,4                    | Hülsen Nord                                             | Hülsen Nord                                             |
| Bahnhof (Strecke außer Betrieb) | 68,8                    | Westen                                                  | Westen                                                  |
| Haltepunkt / Haltestelle (Strecke außer Betrieb) | 70,1                    | Hiddinghausen (Aller)                                   | Hiddinghausen (Aller)                                   |
| Abzweig ehemals geradeaus und von links |                         | von Wunstorf                                            | von Wunstorf                                            |
| Überleitstelle / Spurwechsel | 75,4                    | Wahnebergen (ehem. Bf)                                  | Wahnebergen (ehem. Bf)                                  |
| Strecke |                         | nach Bremen                                             | nach Bremen                                             |
| |                         |                                                         |                                                         |
| Quellen: |                         |                                                         |                                                         |

Die Bahnstrecke Celle–Wahnebergen war eine Eisenbahnstrecke mit regionaler Bedeutung in Niedersachsen. Sie verlief entlang des Flusses Aller und ist mittlerweile vollständig stillgelegt.

## Geschichte

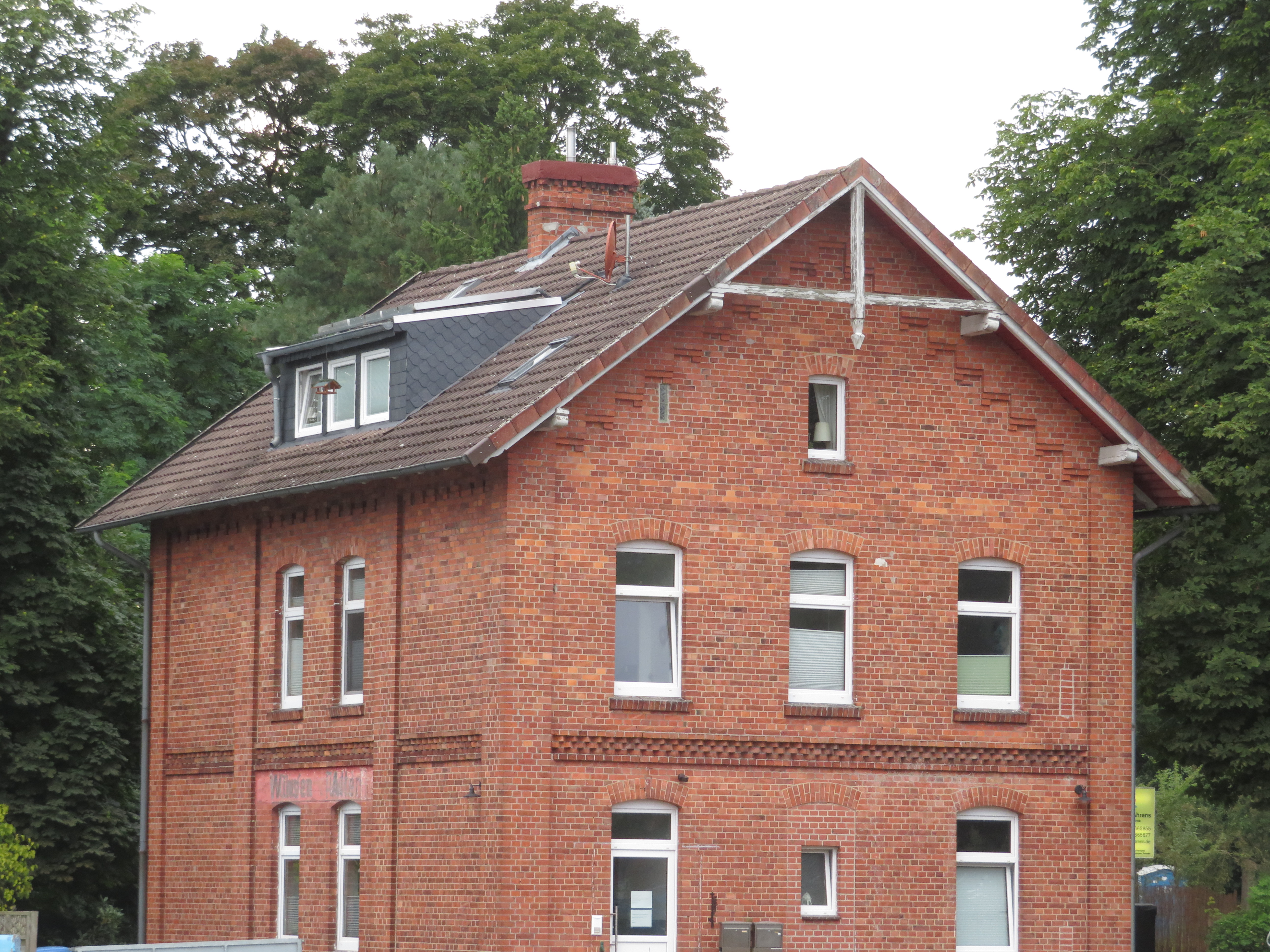
Ehemaliger Bahnhof Winsen

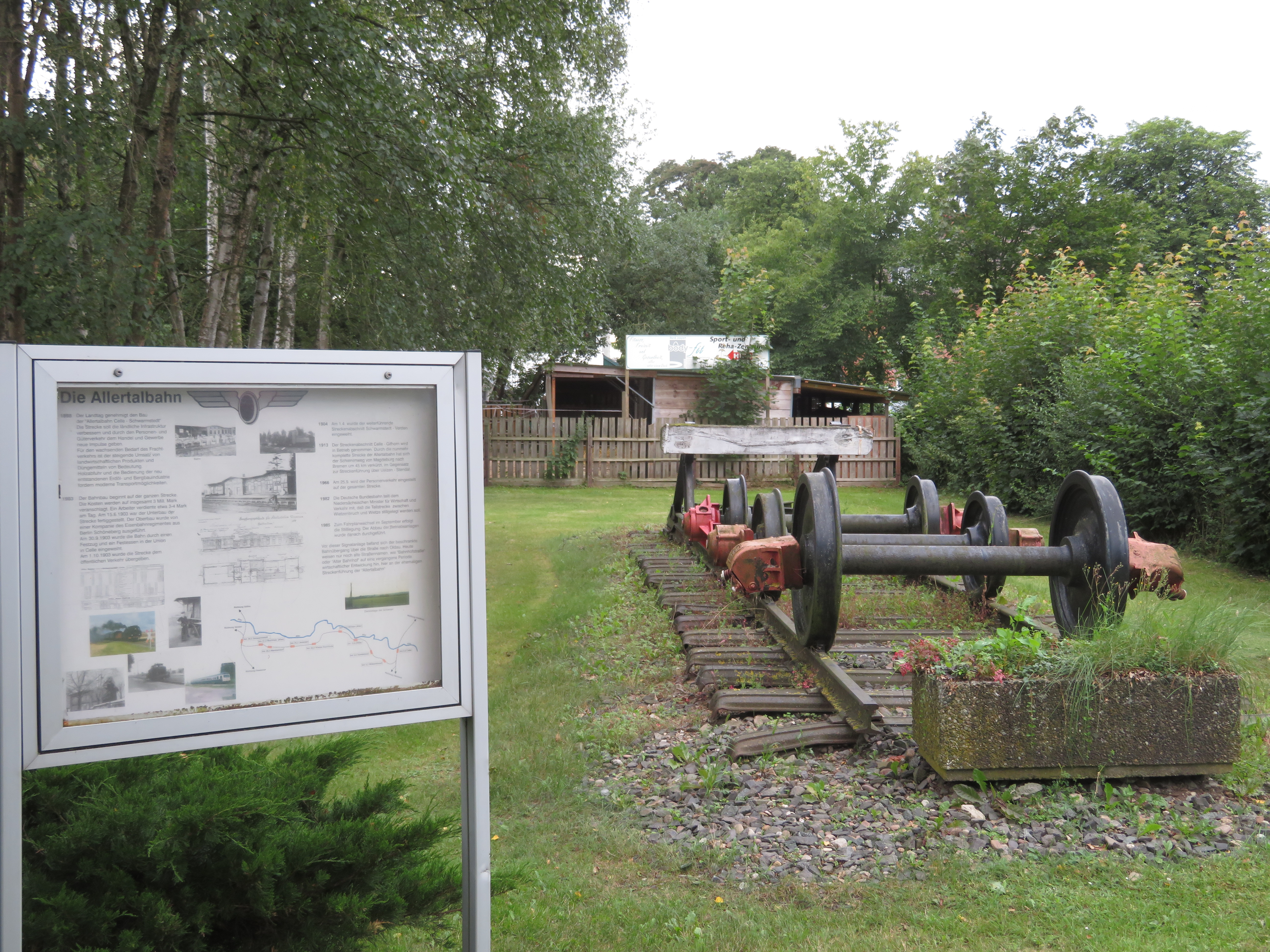
Ehemaliger Bahnübergang Oldauer Straße in Südwinsen

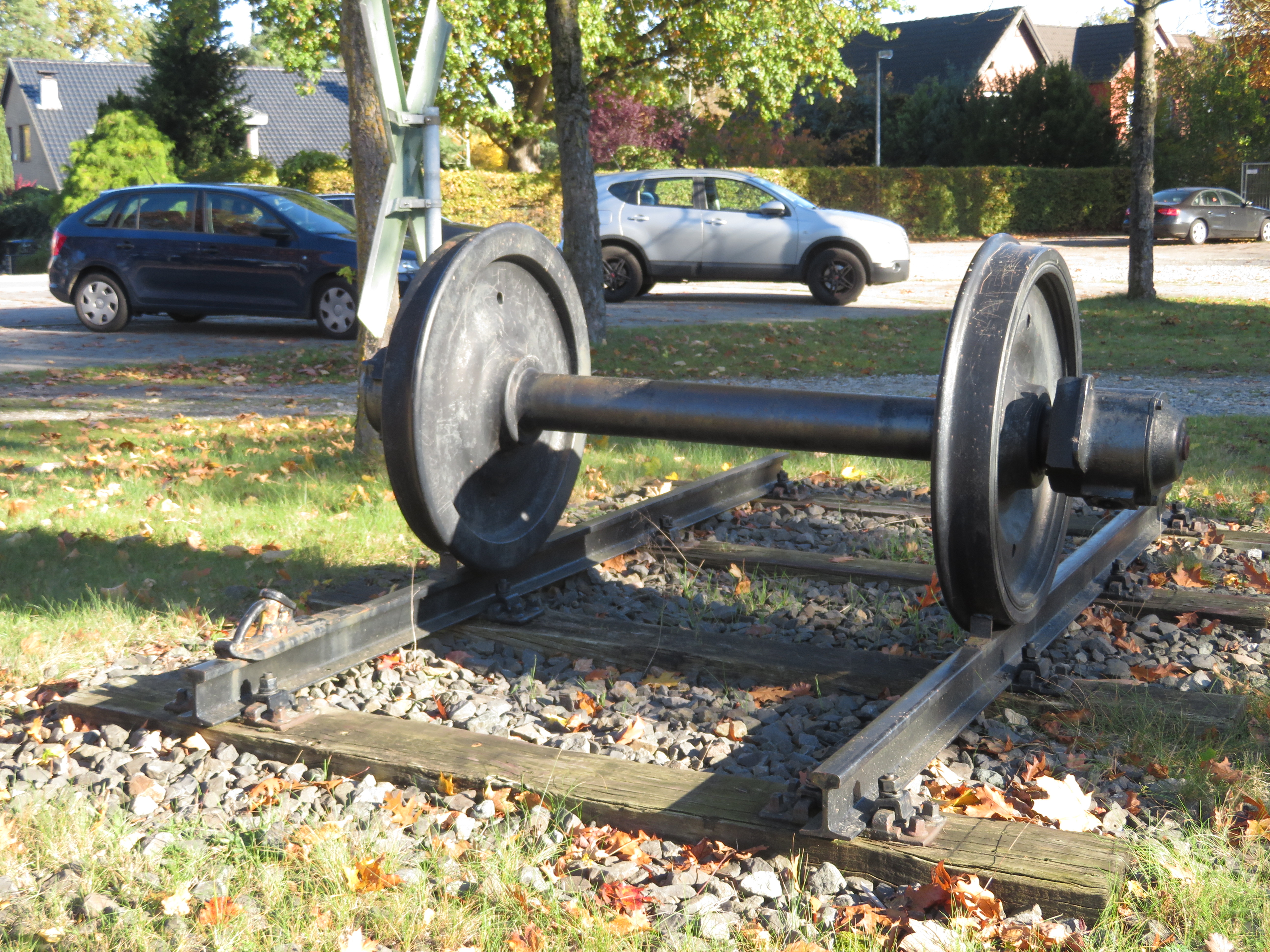
Ehemaliger Bahnübergang Hauptstraße in Hambühren-Oldau

Nach dem Plan von Taylor-Vignoles sollte die erste Eisenbahn von Hannover nach Bremen durch das Allertal führen. Hier wurde jedoch bis 1847 die heutige Streckenführung über Nienburg trassiert. Spätere Pläne zum Bau einer Strecke von Magdeburg nach Bremen durch das Allertal existierten schon seit 1866. Die Strecke wurde schließlich zwischen 1903 und 1905 eröffnet.
Im Bahnhof Oldau zweigte ein Anschlussgleis in östliche Richtung zum Kaliwerk Einigkeit II (Prinz Adalbert) in Ovelgönne ab, das Bergwerk bestand von 1905 bis 1925.
In Südwinsen verzweigte sich im westlichen Bereich ein Anschlussgleis zum Kaliwerk Steinförde. Das Kaliwerk in Wietze-Steinförde wurde von 1907 bis 1923 betrieben. In Richtung Norden zweigte ein Anschlussgleis zum nahegelegenen Hartsteinwerk ab. Auf dem wurde u. a. Kalk für die Produktion transportiert. Über den Zeitraum des Rückbaus ist noch nichts bekannt.
Im Zuge der Errichtung der Lufthauptmunitionsanstalt I/XI Hambühren 1939 wurde ein Anschlussgleis zum Transport der Rohstoffe sowie der fertigen Munition gebaut. Es verließ die Strecke in südöstliche Richtung, verlief in einem engen Bogen in westliche Richtung und wurde nach 1945 zurückgebaut.
Im Zuge der Berliner Luftbrücke wurde 1948 in Wietzenbruch ein Abzweig zur damaligen Royal Air Force Station Celle, dem heutigen Heeresflugplatz Celle, geschaffen.
Ende der 1950er Jahre kam es regelmäßig zu mittäglichen Zugkreuzungen in Schwarmstedt. Vier dampflokbespannte Züge trafen sich im Bahnhof und erlaubten das Umsteigen von und nach allen Richtungen. Dazu mussten zahlreiche Weichen, Signale und Bahnübergänge in kürzester Zeit bedient werden. Gepäck, Postbeutel und Expressgut wurden umgeschlagen.
Die Einstellung des Personenverkehrs erfolgte am 25. September 1966, der Güterverkehr von Wietzenbruch bis Schwarmstedt endete am 31. Januar 1985. Zwischen Rethem und Ahlden fuhren bis zum 31. Januar 1981 Güterzüge, zwischen Ahlden und Gilten bis zum 31. Dezember 1988. Von Wahnebergen verkehrten Güterzüge bis zum 28. Mai 1994 bis Rethem und von Schwarmstedt nach Gilten bis zum 31. Dezember 1993. Weite Teile der Strecke wurden nach der endgültigen Stilllegung 1995 vollständig abgebaut. Zwischen Ahlden (Aller) und Dörverden-Westen wurde der Bahndamm zu einem Radweg, der teilweise ein Abschnitt des Aller-Radwegs ist.
Der Abschnitt von Celle zum Militärflugplatz in Wietzenbruch wurde noch bis 2005, ab 1998 durch die Osthannoverschen Eisenbahnen, betrieben. Die bis dahin noch bestehende Trasse vom Celler Bahnhof bis zum Luftbrückendenkmal in Wietzenbruch und von dort mit einer Spitzkehre in Richtung des Flugplatzgeländes wurde 2007 zurückgebaut. Die Gleise auf bundeseigenem Gelände liegen noch, verfügen jedoch über keinen Anschluss an das öffentliche Schienennetz. Der Bahnhof Winsen in Südwinsen, das 1971 nach Winsen eingemeindet wurde, ist noch erhalten und dient heute Wohn- und Gewerbezwecken. Am ehemaligen Bahnübergang Oldauer Straße in Südwinsen erinnern ein Gleisstück sowie eine Informationstafel an die Strecke. Auch in Oldau, das nach Hambühren eingemeindet wurde, erinnern am ehemaligen Bahnübergang Hauptstraße an der Ecke Hauptstraße/Am Bahnhof eine Infotafel und ein Gleisstück an den 1971 abgerissenen Bahnhof Oldau, von dem nur noch die Pflasterung der Zufahrtsstraße erhalten ist.